# جیم فلین (بازیکن بسکتبال)
جیم فلین (انگلیسی: Jim Flynn؛ ۱۹۲۱ – ۱۲ مارس ۲۰۰۶) بازیکن بسکتبال اهل جمهوری ایرلند بود. وی در بازی‌های المپیک تابستانی ۱۹۴۸ شرکت کرده‌است.